# Nothing to Lose (singel Billy Talent)
"Nothing to Lose" – utwór grupy Billy Talent pochodzący z albumu o tym samym tytule. Został on wydany jako czwarty singiel 16 listopada 2004. Opowiada o samobójstwie nastolatka. Wspomniana postać cierpi z powodu odrzucenia ze strony rówieśników i depresji.
Teledysk do singla został nakręcony w Centralnej Szkole Technicznej w Toronto (Ontario) w reżyserii Seana Michaela Turrella. Nagrywano go w kolorze czarno-białym. Był on jednym z najbardziej kontrowersyjnych wideoklipów ponieważ ukazywał popełnienie samobójstwa przez licealistę.
Piosenka została użyta w thrillerze Sala samobójców w 2011 roku.